# Chown
chown je Unix naredba, obično dostupna na svim *nix operacijskim sustavima. Služi za promjenu vlasništva datoteke. Običan korisnik ne može promijeniti vlasništvo nijedne datoteke, može promijeniti samo vlasništvo grupe (ako je u odgovarajućoj grupi) naredbom chgrp.

## Primjeri
```
$ 
ls
 
-lF
 
"hrvatska wikipedija"

-rwxr-xr-x 1 speedy speedy 167704 Kol 17 01:12 hrvatska wikipedija*

# 
chown
 
root:root
 
"hrvatska wikipedija"

$ 
ls
 
-lF
 
"hrvatska wikipedija"

-rwxr-xr-x 1 root root 167704 Kol 17 01:12 hrvatska wikipedija*

```

## Srodne naredbe
- chmod
- chgrp
- takeown

## Vanjske poveznice
- http://www.opengroup.org/onlinepubs/9699919799/utilities/chown.html